# Kvlt Promo Grrrl
Kvlt Promo Grrrl is een netlabel uit Eindhoven, Nederland.
Het begin van Kvlt Promo Grrrl was in 2003 toen oprichter Joakim Helvete hielp met de promotie van 5 Minute Grind en Seven Cars In A Garage. In 2004 bracht Burzumennuz zijn debuut-cd uit, de release werd verzorgd door Kvlt Promo Grrrl, dat pas vanaf toen de naam Kvlt Promo Grrrl ging dragen. In 2005 en 2006 groeide het label door en bracht cd's uit van onder andere Bastaerdschwaerd, Den Chaoot en Ragnar Grímsson. Ook werd in 2006 het eerste deel van Promoganda uitgebracht, de serie compilaties met werk van Kvlt Promo Grrrl projecten.

## Bands en artiesten
- Bastaerdschwaerd
- Burzumennuz
- Ragnar Grímsson